# カントリー・ガールズ大全集①
『カントリー・ガールズ大全集①』（カントリー・ガールズだいぜんしゅう１）は、2019年12月4日にアップフロントワークス（zetimaレーベル）から発売、および配信されたカントリー・ガールズのベスト・アルバム。

## 内容
- カントリー・ガールズとしては初めてのベストアルバム。
- 5thシングル『Good Boy Bad Girl/ピーナッツバタージェリーラブ』以来2年10か月ぶりとなるzetimaレーベルからのリリース。
- 山木梨沙・森戸知沙希・小関舞・船木結の卒業によるグループの活動休止前最後の作品である。
- 初回生産限定盤・通常盤の2形態でのリリース。
- 初回生産限定盤には、2枚組CDに加え、カントリー・ガールズの全楽曲のミュージック・ビデオを収録したBlu-rayを付属。

## 収録曲

### CD

#### DISC1
1. 愛おしくってごめんね
  - 作詞：児玉雨子、作曲：加藤裕介、編曲：加藤裕介、A-bee
  - 1stフィジカル・シングル。
2. 恋泥棒
  - 作詞：児玉雨子、作曲：村カワ基成、編曲：高橋諭一
  - 1stフィジカル・シングル。
3. わかっているのにごめんね
  - 作詞：児玉雨子、作曲・編曲：加藤裕介
  - 2ndフィジカル・シングル。
4. ためらい サマータイム
  - 作詞：三浦徳子、作曲・編曲：安田信二
  - 2ndフィジカル・シングル。
5. ブギウギLOVE
  - 作詞：三浦徳子、作曲：星部ショウ、編曲：菊谷知樹/ブラスアレンジ：竹上良成
  - 3rdフィジカル・シングル。
6. 恋はマグネット
  - 作詞：井筒日美、作曲・編曲・Yasushi Watanabe
  - 3rdフィジカル・シングル。
7. ランラルン〜あなたに夢中〜
  - 作詞：三浦徳子、作曲：Kern Jerome（PD）、編曲：加藤裕介
  - 3rdフィジカル・シングル。
8. どーだっていいの
  - 作詞・作曲：中島卓偉、編曲：鈴木俊介
  - 4thフィジカル・シングル。
9. 涙のリクエスト
  - 作詞：売野雅勇、作曲：芹澤廣明、編曲：平田祥一郎
  - 4thフィジカル・シングル。
10. Good Boy Bad Girl
  - 作詞：児玉雨子、作曲：星部ショウ、編曲：宮永治郎
  - 5thフィジカル・シングル。
11. ピーナッツバタージェリーラブ
  - 作詞：エリック・フクサキ/三浦徳子、作曲：エリック・フクサキ、編曲：平田祥一郎
  - 5thフィジカル・シングル。
12. アイドル卒業注意事項(2017.5.4Live@中野サンプラザ)
  - 作詞：大滝裕一/角田崇徳、作曲・編曲：角田崇徳
  - 2017年6月28日にリリースされたアルバム『嗣永桃子アイドル15周年記念アルバム♡ありがとう おとももち♡』に収録されていた楽曲。
13. 明日からはおもかげ
  - 作詞：児玉雨子、作曲・編曲：星部ショウ
  - 2017年6月28日にリリースされたアルバム『嗣永桃子アイドル15周年記念アルバム♡ありがとう おとももち♡』に収録されていた楽曲。
14. キスより先にできること
  - 作詞：児玉雨子、作曲：魚住有希、編曲：菊谷知樹
  - 2017年6月28日にリリースされたアルバム『嗣永桃子アイドル15周年記念アルバム♡ありがとう おとももち♡』に収録されていた楽曲。
15. 妄想リハーサル
  - 作詞・作曲：星部ショウ、編曲：鈴木俊介
  - 2017年6月28日にリリースされたアルバム『嗣永桃子アイドル15周年記念アルバム♡ありがとう おとももち♡』に収録されていた楽曲。
16. リズムが呼んでいるぞ!
  - 作詞：児玉雨子、作曲・編曲：加藤裕介
  - 2017年6月28日にリリースされたアルバム『嗣永桃子アイドル15周年記念アルバム♡ありがとう おとももち♡』に収録されていた楽曲。
17. VIVA!!薔薇色の人生
  - 作詞：児玉雨子、作曲・編曲：加藤裕介
  - 2017年6月28日にリリースされたアルバム『嗣永桃子アイドル15周年記念アルバム♡ありがとう おとももち♡』に収録されていた楽曲。
18. ギザギザハートの子守唄
  - 作詞：康珍化、作曲：芹澤廣明、編曲：菊谷知樹
  - 2017年6月28日にリリースされたアルバム『嗣永桃子アイドル15周年記念アルバム♡ありがとう おとももち♡』に収録されていた楽曲。
19. 気ままな片想い
  - 作詞・作曲：MITZ MANGROVE、編曲：高橋諭一
  - 2017年6月28日にリリースされたアルバム『嗣永桃子アイドル15周年記念アルバム♡ありがとう おとももち♡』に収録されていた楽曲。

#### DISC2
1. 小生意気ガール
  - 作詞：福田花音、作曲：ジンツチハシ、編曲：平田祥一郎
  - 1stデジタル・シングル。
2. 書いては消しての “I Love You”
  - 作詞・作曲：前山田健一、編曲：鈴木智貴
  - 2ndデジタル・シングル。
3. 待てないアフターファイブ
  - 作詞：児玉雨子、作曲・編曲：石井健太郎
  - 3rdデジタル・シングル。
4. 傘をさす先輩
  - 作詞：福田花音、作曲・編曲：KOUGA
  - 3rdデジタル・シングル。
5. 弱気女子退部届
  - 作詞：児玉雨子、作曲・編曲：加藤裕介
  - 2019年3月6日にリリースされたミニアルバム『Seasons』に収録されていた楽曲。
6. 愛おしくってごめんね('19 five girls version)
  - 作詞：児玉雨子、作曲：加藤裕介、編曲：加藤裕介、A-bee
  - 2019年3月6日にリリースされたミニアルバム『Seasons』に収録されていた楽曲。
7. One Summer Night〜真夏の決心〜
  - 作詞・作曲：星部ショウ、編曲：菊谷知樹
  - 4thデジタル・シングル。
8. 夏色のパレット
  - 作詞・作曲：山崎あおい、編曲：大久保薫
  - 4thデジタル・シングル。
9. ずっとずっと
  - 作詞・作曲：つんく、編曲：大久保薫
  - 新曲。カントリー・ガールズとしては最初で最後のつんく♂書き下ろし曲。
10. 初めてのハッピーバースディ!(2015 カントリー・ガールズVer.)【Bonus Track】
  - 作詞・作曲：つんく、編曲：平田祥一郎
  - 『 カントリー娘。に石川梨華（モーニング娘。）』のカバー。本作が初音源化。
11. 浮気なハニーパイ(2015 カントリー・ガールズVer.)【Bonus Track】
  - 作詞・作曲：つんく、編曲：守尾崇
  - 『 カントリー娘。に紺野と藤本（モーニング娘。）』のカバー。本作が初音源化。

### 初回生産限定盤（特典BD 「Music Video」集 ）
1. 愛おしくってごめんね(Music Video)
2. 恋泥棒(Music Video)
3. わかっているのにごめんね(Music Video)
4. わかっているのにごめんね(Dance Shot Ver.)
5. わかっているのにごめんね(Close-up Ver.)
6. ためらいサマータイム(Music Video)
7. ためらい サマータイム(Dance Shot Ver.)
8. ためらい サマータイム(Close-up Ver.)
9. ブギウギLOVE(Music Video)
10. ブギウギLOVE(Dance Shot Ver.)
11. ブギウギLOVE(Close-up Ver.)
12. 恋はマグネット(Music Video)
13. 恋はマグネット(Dance Shot Ver.)
14. 恋はマグネット(Close-up Ver.)
15. ランラルン〜あなたに夢中〜(Music Video)
16. ランラルン～あなたに夢中～(Dance Shot Ver.)
17. ランラルン～あなたに夢中～(Close-up Ver.)
18. どーだっていいの(Music Video)
19. どーだっていいの(Dance Shot Ver.)
20. 涙のリクエスト(Music Video)
21. 涙のリクエスト(Dance Shot Ver.)
22. Good Boy Bad Girl(Music Video)
23. Good Boy Bad Girl(Dance Shot Ver.)
24. Good Boy Bad Girl(Close-up Ver.)
25. ピーナッツバタージェリーラブ(Music Video)
26. ピーナッツバタージェリーラブ(Dance Shot Ver.)
27. ピーナッツバタージェリーラブ(Close-up Ver.)
28. 小生意気ガール(Music Video)
29. 書いては消しての “I Love You”(Music Video)
30. 書いては消しての “I Love You”(Dance Shot Ver.)
31. One Summer Night〜真夏の決心〜(Music Video)

#### 特典映像
1. ミュージックビデオ鑑賞～小関・船木編～
2. ミュージックビデオ鑑賞～山木・森戸編～
3. アルバムジャケット撮影メイキング映像

## リリース日一覧
| 地域 | リリース日    | レーベル              | 規格                            | カタログ番号                     |
| ---- | ------------- | --------------------- | ------------------------------- | -------------------------------- |
| 日本 | 2019年12月4日 | zetima/UP-FRONT WORKS | 2CD（アルバム）+Blu-ray         | EPCE-7548/9/50（初回生産限定盤） |
| 日本 | 2019年12月4日 | zetima/UP-FRONT WORKS | 2CD（アルバム）                 | EPCE-7551/2（通常盤）            |
| 日本 | 2019年12月4日 | zetima/UP-FRONT WORKS | ダウンロードアルバム （LC-AAC） |                                  |